# Михали (Калужская область)
Михали́ — деревня в Износковском районе Калужской области Российской Федерации. Административный центр сельского поселения «Деревня Михали». Названа в честь вотчинника Михалёва, одного из первых владельцев.

## Физико-географическое положение
Находится на северо-западной окраине Калужской области, на границе со Смоленской областью. Стоит на берегах реки Шаня. В геоморфологическом плане относится к Смоленско-Московской возвышенности. Ближайший город — Медынь (43 км), ближайшие населённые пункты — деревня Терехово (7,7 км), деревня Межетчина (2,9 км). От Износок (39 км) каждый четверг ходит автобус до деревни Михали.

## История
| 2002 | 2010 |
| ---- | ---- |
| 153  | ↘97  |

1621 год: В Михайловском стане Можайского уезда, в деревнях Зубарево и Марково-Михалёво проживают беглые крестьяне из Суздальского и Мценского уездов
1680 год: деревня Марково вотчинника Михалёва на реке Руди(Рудне), упоминается как сопредельное с селом Ново введенское (сейчас Межетчино).
1952 год: Межетчинский сельский совет, который находился в деревне Межетчино, был переведён в деревню Михали. Председателем в это время была Строганова(Василькова) Александра Алексеевна
2019 год: у деревни Михали открыли экотехнопарк «Калуга» площадью 128 га, предназначенный для сортировки, переработки и размещения твёрдых коммунальных отходов из Москвы. Жители деревни высказывают опасения о том, что это приведёт к ухудшению экологической ситуации в регионе.
| Параметры       | 1621             | 1782      | 1863         | 1891         | 1914         | 2002         | 2010         |
| --------------- | ---------------- | --------- | ------------ | ------------ | ------------ | ------------ | ------------ |
| Название        | Марково-Михалёво |           |              |              |              |              |              |
| Население       |                  |           | 230          | 276↗         | 291↗         | 153↘         | 97↘          |
| Дворов          |                  |           | 26           |              |              |              |              |
| Статус          | деревня          |           | деревня      |              |              |              |              |
| Уезд(Область)   | Можайский        | Медынский | Медынский    | Медынский    | Медынский    | Калужская    | Калужская    |
| Стан(Район)     | Михайловский     |           | 2            | 2            | 2            | Износковский | Износковский |
| Волость(сс, сп) |                  |           |              | Межетчинская | Межетчинская | Лысковский   | Михали       |
| Владелец        | Михалёв          |           | Владетельная | н/д          | н/д          |              |              |

## Инфраструктура
Личное подсобное хозяйство с зоной сельскохозяйственного использования, индивидуальная застройка усадебного типа.

## Транспорт
Деревня доступна автотранспортом. Автобусное сообщение с райцентром. Остановка общественного транспорта «Михали». 